# كوراي آفجه
كوراي آفجه (بالتركية: Mustafa Koray Avcı)‏ هو لاعب كرة قدم تركي في مركز الوسط، ولد في 19 مايو 1979 في إزميد في تركيا. شارك مع منتخب تركيا تحت 21 سنة لكرة القدم ومنتخب تركيا لكرة القدم. أما مع النوادي، فقد لعب مع تشايكور ريزه سبور وشانلي أورفا سبور وغنتشلربيرليغي ومانيساسبور ونادي بشكتاش ونادي تورك تليكوم ونادي قاسم باشا.

## وصلات خارجية
- كوراي آفجه على موقع اتحاد تركيا (لاعب) (الإنجليزية)
- كوراي آفجه على موقع ناشيونال فوتبول تيمز (الإنجليزية)
- كوراي آفجه على موقع Soccerway.com (الإنجليزية)
- كوراي آفجه على موقع عالم كرة القدم.نت (الإنجليزية)